# Serrodes caesia
Serrodes caesia är en fjärilsart som beskrevs av W. Warren 1915. Serrodes caesia ingår i släktet Serrodes och familjen nattflyn. Inga underarter finns listade i Catalogue of Life.